# فرقة (تشيلو)
فرقة (بالإنجليزية: Fergeh)‏ هي منطقة سكنية تقع في إيران في قسم تشيلو الريفي. يقدر عدد سكانها بـ 259 نسمة .